# Опухолевая инвазия
Опухолевая инвазия — процесс, при котором раковые клетки или же их группы (агрегаты) расходятся из первичного очага опухоли в соседние ткани. В случае карцином — это процесс, включающий проникновение опухолевых клеток через базальную мембрану в результате её разрушения.
Как правило, инвазия является первым этапом сложного инвазивно-метастатического каскада, приводящего в дальнейшем к метастазированию. Основным признаком инвазии служит прорыв базальной мембраны и выход или пророст опухолевых клеток за её пределы, позволяя им приобретать дополнительные преимущества, например, улучшенное обеспечение кислородом и питательными веществами.

## Механизмы опухолевой инвазии
Некоторые опухолевые клетки претерпевают эпителиально-мезенхимальный переход и приобретают фенотип мезенхимальных клеток, которые обладают повышенной подвижностью, способностью секретировать компоненты внеклеточного матрикса, а также деградировать эти компоненты, продуцировать некоторые ростовые факторы. Эти клетки при помощи ферментов — матриксных металлопротеиназ запускают деградацию коллагена IV, ламининов — компонентов базальной мембраны.
Соседние стромальные клетки (фибробласты, моноциты, лимфоциты, эндотелиоциты) секретируют множество ростовых факторов способствующих активации экспрессии генов протеиназ, кроме того эти клетки усиливают действие опухолевых клеток при помощи активации важного протеолитического каскада активации плазминогена.
Роль каскада активации плазминогена в опухолевой инвазии.
Стромальные клетки опухоли секретируют активатор плазминогена урокиназного типа (uPA) в неактивной форме одноцепочечной форме (scuPA), на поверхности опухолевых клеток они связывается со своим рецептором (uPAR) и активируется плазмином. Урокиназный активатор плазминогена — это протеиназа, которая в активной форме катализируют превращение плазминогена в плазмин, то есть в активную протеиназу. Далее плазмин активирует матриксные протеиназы при помощи расщепления их неактивных про-ферментов и превращая их в активные ферменты, которые затем расщепляют компоненты внеклеточного матрикса.